# Matonge
Matonge (lub też Matongé) jest częścią Ixelles, gminy miejskiej w Belgii, położonej w Regionie Stołecznym Brukseli. Znajduje się na południowy wschód od centrum miasta, za Bramą Namur. Nazwa pochodzi od dzielnicy gminy miejskiej Kalamu w Kinszasie – stolicy Demokratycznej Republiki Konga, ze względu na to, że od lat 50. XX wieku ta część Ixelles stanowi tradycyjne miejsce spotkań imigrantów (początkowo studentów) z tego środkowoafrykańskiego kraju.